# رندی سینگ
رندی سینگ (انگلیسی: Renedy Singh؛ زادهٔ ۲۰ ژوئن ۱۹۷۹) بازیکن سابق و مربی فوتبال اهل هند است.
از باشگاه‌هایی که در آن بازی کرده است می‌توان به باشگاه ورزشی موهون باگان، باشگاه فوتبال بنگال شرقی، باشگاه فوتبال کرالا بلاسترز، باشگاه فوتبال جی سی تی، و باشگاه فوتبال زسکا صوفیه اشاره کرد.
وی همچنین در تیم‌های ملی فوتبال زیر ۲۳ سال هند و هند بازی کرده است.